# Swedish Touring Car Championship 2005
Swedish Touring Car Championship 2005 var den tionde säsongen av standardvagnsmästerskapet Swedish Touring Car Championship.
2005 skulle titelförsvararen från 2004, Richard Göransson, fortsätta som förare för BMW och West Coast Racing. Som teamkollega fick han årets nykomling i STCC, Thed Björk. Duon gjorde en fantastisk stark säsong och Göransson blev tvåfaldig mästare med en finalseger på Mantorp Park. Han vann säsongens tre sista lopp efter att ha varit stabil utan att glänsa under inledningen av säsongen. Björk imponerade och tog en andraplats i mästerskapet före Johan Sturesson som gjorde succé med sin Peugeot.
STCC-profilen Jan "Flash" Nilsson säljer sitt Volvoteam och deklarerar att han kör Porsche Carrera Cup. Vid vårens presskonferens gör han dock storstilad entré och avtäcker sin STCC-BMW. Därmed gick han till rötterna med ett privatteam, men omställningen mellan fram- till bakhjulsdrift tog tid att lära sig och Flash slutar nia.
I Volvoteamet som köps av Christian Dahl mönstrar man en ung utmanarduo. Fjolårstvåan Robert Dahlgren ser mer vältränade ut än någonsin och som teamkompis får han 2002 års rookie i STCC, Edward Sandström. Edward gör en bra comeback och slutar fyra. Dahlgren börjar sin säsong motigt och släpar efter, slutar till sist sjua.
Audi med 2003 års mästare Fredrik Ekblom och rutinerade Tommy Kristoffersson gjorde ett stabilt jobb men nådde inte topplaceringarna. De slutade sexa och tia. Den alltid snabbe norrmannen, Tommy Rustad, tog en åttonde plats med sin Opel.
Honda med Tomas Engström och Jens Hellström får förstärkning av S60-Challenge mästaren Daniel Haglöf. Engström gör en bra säsong med sin nya Honda Accord och slutar femma, Hellström slutar på 13:e plats och Haglöf slår sig upp på en elfte.
Mattias Andersson fortsatte satsningen med Alfa Romeo och blev 12:a totalt.
Mercedes gjorde debut i STCC via Tobias Johansson som byggde drev och utvecklade två bilar. Johansson körde den ena bilen och Hans Simonsson den andra. Teamet såg första året som ett utvecklingsår och jobbade hårt och långsiktigt. Johansson blev 15:e och Simonsson 19:e.
STCC kunde totalt visa upp 15 bilar samt ytterligare sex i Challenge-klassen. Ny bana för mästerskapet var Våler-banan i Norge. STCC åter tillbaka på den forna F1-banan Anderstorp. Utöver det avgjordes mästerskapet på Gelleråsen, Falkenberg, Knutstorp och med en final på Mantorp Park.
Som pricken över i gavs ett kvitto på förarkvaliteten i STCC då svenske mästaren, Richard Göransson krönte säsongen med ett EM-guld.

## Delsegrare
| Bana         | Vinnare           | Märke   | Vinnare           | Märke   |
| ------------ | ----------------- | ------- | ----------------- | ------- |
| Knutstorp    | Tommy Rustad      | Opel    | Thed Björk        | BMW     |
| Gelleråsen   | Jan Nilsson       | BMW     | Tomas Engström    | Honda   |
| Anderstorp   | Johan Stureson    | Peugeot | Edward Sandström  | Volvo   |
| Falkenberg   | Robert Dahlgren   | Volvo   | Robert Dahlgren   | Volvo   |
| Knutstorp    | Robert Dahlgren   | Volvo   | Johan Stureson    | Peugeot |
| Gelleråsen   | Fredrik Ekblom    | Audi    | Thed Björk        | BMW     |
| Våler        | Tomas Engström    | Honda   | Richard Göransson | BMW     |
| Mantorp Park | Richard Göransson | BMW     | Richard Göransson | BMW     |

## Slutställning
| Plats | Förare               | Märke   | Poäng |
| ----- | -------------------- | ------- | ----- |
| 1     | Richard Göransson    | BMW     | 169   |
| 2     | Thed Björk           | BMW     | 141   |
| 3     | Johan Stureson       | Peugeot | 117   |
| 4     | Edward Sandström     | Volvo   | 97    |
| 5     | Tomas Engström       | Honda   | 87    |
| 6     | Fredrik Ekblom       | Audi    | 73    |
| 7     | Robert Dahlgren      | Volvo   | 71    |
| 8     | Tommy Rustad         | Opel    | 67    |
| 9     | Jan Nilsson          | BMW     | 49    |
| 10    | Tommy Kristoffersson | Audi    | 41    |